# David Kross
David Kross (Henstedt-Ulzburg, 4 juli 1990) is een Duits acteur.

## Leven
David Kross groeide op in Bargteheide, 30 km noordelijk van Hamburg. Daar ging hij tot 2007 naar het Eckhorst-Gymnasium. Hij heeft echter niet het Duitse vwo-diploma behaald. In zijn vrije tijd speelde hij basketbal bij de TSV Bargteheide. In december 2003 had hij met de kindertheatergroep Blaues Wölkchen (blauw wolkje) van het Kleine Theater (klein theater) in Bargteheide zijn eerste optreden in Kirsten Martensens interpretatie van The Best Christmas Pageant Ever. Er volgden andere belangrijke rollen in theaterversies van Momo en Die Feuerzangenbowle.
In 2005 bracht de dochter van de bekende regisseur Detlev Buck David Kross bij haar vader onder de aandacht. Buck nam hem als hoofdrolspeler voor de film Knallhart/Tough Enough onder contract. Hij speelde de 15-jarige scholier Michael Polischka, die met zijn moeder Miriam (Jenny Elvers-Elbertzhagen) van de welgestelde Berlijnse wijk Zehlendorf naar de probleemwijk Neukölln verhuist. Voor deze rol kreeg hij niet alleen bij de Berlinale 2006 veel lof, maar kreeg hij (samen met Constantin von Jascheroff voor Falscher Bekenner) de prijs als beste hoofdrolspeler op het Nürnberger Filmfestival Turkije/Duitsland.
In 2006 had hij als bakkersleerling een gastoptreden in Detlev Bucks kinderfilm Hände weg von Mississippi.
In de herfst van 2006 gingen in Roemenië de opnames voor Marco Kreuzpaintners Krabat. In deze verfilming van het jeugdboek van Otfried Preußler speelt David de hoofdrol, de molenaarsknaap Krabat; in andere rollen zijn Christian Redl, Daniel Brühl en Robert Stadlober te zien. De filmopnamen werden op 19 september 2007 afgerond en de film kwam in oktober 2008 in de Duitse bioscopen.
In september 2007 begonnen de opnames voor The Reader, er werd o.a. gefilmd in Berlijn, Keulen en Görlitz. In Stephen Daldry's bewerking van Bernhard Schlinks bestseller De Voorlezer speelt David Kross wederom de hoofdrol, samen met Kate Winslet, Ralph Fiennes en Bruno Ganz. De wereldpremière was op 3 december 2008 in het New Yorker Ziegfeld theater. De film liep 2009 zonder concurrentie in het wedstrijdprogramma van de Berlinale, waar David bovendien een onderscheiding kreeg als Shooting Star 2009 van de Europese film.
Zijn volgende project was de hoofdrol in Detlev Bucks film Same Same but Different gebaseerd op het boek Waar ga je van Benjamin Prüfer. De filmopnames voor dit liefdesverhaal tussen een Duitse rugzaktoerist en een met hiv besmette Cambodjaanse prostituee, gespeeld door Apinya Sakuljaroensuk, vonden tussen november 2008 tot en met januari 2009 plaats in zowel Cambodja als in Kuala Lumpur en Hamburg.

## Persoonlijk
David Kross heeft blauwe ogen, donkerblond haar, spreekt naast Duits (met een Hamburgs accent) ook Engels en Frans. In zijn vrije tijd houdt hij naast basketbal van piano spelen. Hij heeft twee broers en een zus en leeft op dit moment in Hamburg.
Tabloid Bild heeft David Kross in 2009 uitgeroepen als nieuwste megaster en sekssymbool van Duitsland.

## Prijzen
| Jaar | Prijs                                                                                            |
| ---- | ------------------------------------------------------------------------------------------------ |
| 2006 | Beste hoofdrolspeler op het 11e Nürnberger Filmfestival Turkije/Duitsland                        |
| 2008 | Best Young Performer for Broadcast Film Critics Association                                      |
| 2009 | Shooting Star 2009 op de Berlinale                                                               |
| 2009 | Sierra Award van de Las Vegas Film Critics Society for Youth in Film voor zijn rol in The Reader |

## Filmografie
| Jaar | Filmtitel                          | Engelse titel           | Rol                                | Info |
| ---- | ---------------------------------- | ----------------------- | ---------------------------------- | --- |
| 2002 | Hilfe, ich bin ein Junge           | Help, I'm a Boy!        | Paddy                              | |
| 2003 | Alphateam – Die Lebensretter im OP |                         | kleine gastrol                     | Duitse TV serie (Sat1) |
| 2003 | Adam & Eva                         |                         |                                    | |
| 2006 | Knallhart                          | Tough Enough            | Michael Polischka                  | |
| 2007 | Hände weg von Mississippi          | Hands off Mississippi   | bakkersleerling Bröckel            | |
| 2008 | Krabat                             |                         | Krabat                             | verfilming van de Duitse roman Krabat (in het Nederlands Meester van de zwarte molen) van Otfried Preußler.                |
| 2008 |                                    | The Reader              | de jonge Michael Berg              | verfilming van de Duitse roman Der Vorleser (in het Nederlands De Voorlezer) van de rechter en professor Bernhard Schlink. |
| 2009 |                                    | Same Same but different | Ben                                | |
| 2011 | Das Blaue vom Himmel               |                         | de jonge Osvalds Kalnins           | |
| 2011 |                                    | War Horse               | Gunther                            | verfilming door Steven Spielberg van het gelijknamige theaterstuk.                                                         |
| 2011 |                                    | Rio                     | Duitse stem van papegaai BLU       | |
| 2012 | Into the White                     |                         | Duits onderofficier Josef Schwartz | Film over vriedschap tussen Duitsers en Engelsen tijdens de Tweede Wereldoorlog.                                           |
| 2018 |                                    | Ballon                  | Günter Wetzel                      | film over de ontsnapping van een gezin uit de Duitse Democratische Republiek                                               |
| 2021 | Prey                               |                         | Roman                              | |

### Verdere films
- 2012: Die Vermessung der Welt – Regie: Detlev Buck
- 2012: Anleitung zum Unglücklichsein – Regie: Sherry Hormann
- 2013: Michael Kohlhaas – Regie: Arnaud des Pallières
- 2013: Angélique – Regie: Ariel Zeitoun
- 2014: Rico, Oskar und die Tieferschatten – Regie: Neele Vollmar
- 2015: Boy 7 – Regie: Özgür Yıldırım
- 2016: Zeit für Legenden (Race) – Regie: Stephen Hopkins
- 2016: Die Akte General – Regie: Stephan Wagner
- 2016: Rico, Oskar und der Diebstahlstein – Regie: Neele Vollmar
- 2017: Simpel – Regie: Markus Goller
- 2017: Halaleluja – Iren sind menschlich! – Regie: Conor McDermottroe
- 2018: Trautmann – Regie: Marcus H. Rosenmüller
- 2020: Betonrausch – Regie: Cüneyt Kaya
- 2021: Bekenntnisse des Hochstaplers Felix Krull (Regie: Detlev Buck)
- 2021: The King’s Man: The Beginning (The King’s Man)
- 2022: Stasikomödie
- 2023: Der Pfau
- 2023: Davos 1917 (televisieserie)
- 2024: Home Sweet Home – Wo das Böse wohnt (bioscoopfilm)